# 喜剧小品
喜剧小品（sketch comedy），简称小品或俗称段子，指通常由1～5名演员表演、篇幅较短（一般15～20分钟左右）的喜剧作品，主要在舞台或者电视节目上演出。大部分喜剧小品都是以话剧形式表演，有较为线性的故事情节和简易的场景摆设，通过角色对话、肢体动作以及有限的服化道和背景音效产生滑稽效果；有些小品也会加入一些音乐剧、曲艺、杂技、模仿、反串、哑剧甚至悲剧的元素来帮助带动观众的情感气氛。

## 喜剧小品在各地的发展

### 中国大陆
小品最初原本是戏剧学院的学生进行表演训练的戏剧小段，经过演变和改进逐步成为一门集表演、相声、音乐、舞蹈等诸多艺术交织的艺术形式，多以喜剧为主。中国大陆喜剧小品的发展历程可追溯至20世纪80年代，其演变过程与电视媒体的普及、社会文化变迁及艺术形式创新密切相关。
1980年代初期，岳红、从测等表演的《卖生豆浆的小姑娘》和斯琴高娃、严顺开表演的《虎妞、阿Q逛长甸》以及王景愚表演的《吃鸡》小品通过中央电视台春节联欢晚会开始走进大众视野。1984年陈佩斯和朱时茂在第2届春晚上表演的小品《吃面条》首次将小品定义为电视喜剧形式，其夸张表演和即兴风格引发轰动。至1990年代，小品取代相声成为春晚语言类节目的核心，奠定了“喜剧小品”的国民基础。
1990年代后，小品转向社会现实批判，在搞笑娱乐的同时又融合讽刺和教育功能，创作主题走向多元化。这一时期，赵丽蓉、黄宏、赵本山成为春晚喜剧小品的领军人物。1998年之后，春晚小品进入赵本山时代。赵本山主演的《昨天今天明天》《卖拐》等作品，融合东北民俗和荒诞情节，连续十余年蝉联春晚小品一等奖，成为中国的国民记忆符号。2000年代之后，小品的商业化程度加深，但讽刺性减弱，更多承担“正能量”意识形态宣传的任务。
2013年之后，赵本山退出春晚舞台，黄宏、蔡明、巩汉林等老一代小品演员也逐渐淡出春晚舞台，由于新生代小品创作者和表演者难以复制经典，传统春晚小品开始走向衰落。这一时期，随着电视和互联网行业的发展，一些新的喜剧形式开始兴起，《欢乐喜剧人》《一年一度喜剧大赛》等喜剧综艺节目开始流行，并吸收借鉴海外喜剧形式吸引观众目光。

### 香港
在香港和广东等粤语地区，小品又被称为诙谐剧、趣剧，大多以幽默搞笑的故事情节，带出社会百态，讽刺时弊。常在香港的综艺节目中见到，而全球最长寿的电视综艺节目《歡樂今宵》则孕育过众多喜剧小品。香港众多天王巨星、影帝影后均曾参与过不同电视台的综艺节目的小品演出。代表人物有梁醒波、谭炳文、卢海鹏、林建明、夏雨、朱咪咪、尹光、吴君如、周星驰、郑中基、阮兆祥、薛家燕、黄子华、詹瑞文等，新生代有虾头杨诗敏、王祖蓝、李思捷等。
在香港，小品、趣剧的创作人员也人才辈出，早期的“talk show”节目和表演，均有多位幕后资深编剧和精英撰写，如名嘴黄霑、“金牌司仪”许冠文、已故的著名编剧黄炳耀、大导演王晶、创作人黎文卓、创作人吴昊、导演刘镇伟、导演高志森、著名电影人郑丹瑞等均有参与过早期缤纷悦目的搞笑talk show编剧。及后，许多香港的综艺节目、大型节目等，主持人介绍节目和嘉宾的讲稿对白、颁奖典礼中颁奖嘉宾的颁奖词、节目环节与环节之间的串场等，均以趣剧小品等趣味形式展开，一大群综艺节目的创作精英，必须学会撰写栋笃笑和小品趣剧的技巧，因此一大批栋笃笑创作人也应运而生，如蔡和平、刘天赐、吴雨、何丽全、曾展章、黎文卓、余咏珊、甘国亮、彭济才、何丽全等，还有创作鬼才许冠文、王晶、林超荣、李力持、高志森、郑丹瑞、陈庆嘉等，香港著名“度桥”人李瑜、胡美屏、吴金鸿、区华汉、钟景辉、金广城、刘定坚、刘镇华、郑介立等等。这批笑话、栋笃笑、小品趣剧的创作人，及后均称为香港电影界和华语演艺界最著名的喜剧创作家。

### 台湾
在台湾的喜剧小品常在综艺节目中呈现，例如胡瓜主持的連環泡。

### 日本
狂言是日本三大传统演剧形式之一（与能乐、歌舞伎并列），起源于中世纪的猿乐，以滑稽对白和夸张肢体动作为主，多为短小精悍的喜剧短节目。另外日本综艺节目中也常见类似小品的短节目，例如《超级变变变》中的创意搞笑表演。此外，即兴表演形式如“漫才”（双人对口相声）和短剧在电视节目中广泛流行，注重语言幽默和情境反差。

### 韩国
韩国综艺节目中也常见喜剧小品表演，其特点是节奏紧凑，依赖演员表情和即兴发挥，常融入社会讽刺元素。

### 朝鲜
在朝鲜，喜剧小品同样流行。《相声小品舞台》是朝鲜中央电视台专门播放最新创作的幽默短剧的栏目。但多年来，朝鲜的喜剧小品更多强调朝鲜劳动党官方意识形态的宣传。

### 西方国家
西方也有专门表演喜剧小品的幽默家，例如德国的Loriot。美国著名的喜剧小品（Sketch Comedy）則包括週六夜現場及In Living Color。与中国小品不同，美式小品不强调完整的故事结构，而是快速推进“笑点升级”。

## 著名小品演员
中国大陆：陈佩斯、朱时茂、蔡明、大山（加拿大籍）、冯巩、巩汉林、郭达、郭冬临、何宝文、侯耀华、侯耀文（已故）、黄俊英、黄宏、李金斗、洛桑（已故）、宋丹丹、笑林（已故）、严顺开、赵本山、范伟、潘长江、赵丽蓉（已故）、高秀敏（已故）、魏积安、沈腾、马丽、贾玲、宋小宝、小沈阳等。
香港：梁醒波（已故）、谭炳文（已故）、李香琴（已故）、夏雨、余子明（已故）、萧芳芳、狄波拉、沈殿霞（已故）、吴君如、周星驰、吴孟达（已故）、吴丽珠、庄文清、卢海鹏、林建明、贾思乐、黎小田、薛家燕、朱咪咪、尹光、黄子华、詹瑞文、張達明、阮兆祥、梁荣忠、李思捷、郑中基、陈淑兰、王祖蓝、杨诗敏、泰臣、森美、阮小仪等。

## 与相声的表现新式
小品与相声不同，前者为新的艺术表现形式而后者则是中国传统艺术。小品和相声在表现形式上有非常大的不同。小品开始后演员可以随意走动但相声却不然，但是相声却可以通过语气、固定位置的肢体语言表达笑料。
值得一提的是，姜昆、马季等著名演员并非小品演员而是相声演员。冯巩同时是相声演员，与传统相声演员不同的是，冯巩所表演的相声大多为泛相相声。